# Hans Bode (Musiker)
Johannes „Hans“ Bode (* 4. April 1895 in Quakenbrück; † 19. Mai 1980 in Oldenburg (Oldb)) war ein deutscher Trompeter und Hochschullehrer. In seiner Zeit galt Bode als einer der besten klassischen Trompeter Europas.

## Leben
Heinz Bode wurde in Quakenbrück im Artland geboren. Nach dem Besuch der Evangelischen Volksschule besuchte er die Musikschule des Quakenbrücker Stadtkapellmeisters Heinrich Lindhorst und lernte das Kornett- und dann das Trompetenspiel. Da Bodes Leistungen aufgefallen waren, spielte er zeitweise beim renommierten Musikkorps der II. Matrosendivision, das ehedem von Carl Latann geleitet worden war.
Nach dem Ersten Weltkrieg begann Bode im Jahre 1919 ein Studium an der Staatlichen akademischen Hochschule für Musik, die später in der Universität der Künste Berlin aufgegangen ist. Noch während seiner Studienzeit war Bode zeitweilig bei der Städtischen Oper, der heutigen Deutschen Oper Berlin, engagiert. Im Dezember 1922 wurde Bode als erster Trompeter Kammermusiker an der Preußischen Staatsoper, der heutigen Staatsoper Unter den Linden. Hans Bode beendete sein Studium im Jahre 1924. Sein hauptsächliches Betätigungsfeld blieb in den folgenden Jahren die Staatsoper, auch wenn er 1931 Mitglied des Festspielorchesters der Bayreuther Festspiele wurde. In der Weimarer Republik war hauptsächlich Erich Kleiber der Dirigent Bodes an der Staatsoper.
In der Zeit des Nationalsozialismus behielt Bode seine Engagements bei und nachdem Kleiber emigriert war, gehörten zu Bodes Dirigenten u. a. Wilhelm Furtwängler, Robert Heger, der Komponist Werner Egk, Johannes Schüler und Herbert von Karajan. Zusätzlich spielte Bode im Kammerorchester von Edwin Fischer. An seiner Alma Mater erhielt Hans Bode 1938 einen Lehrauftrag. Im Jahre 1941 wurde Bodes Tochter Hannelore geboren. Bedingt durch die Kriegsumstände wurden die Spielzeiten immer weiter reduziert. Auch an den letzten Kriegsfestspielen in Bayreuth nahm Bode noch teil.
Nach dem Ende des Zweiten Weltkrieges gehörte die Staatsoper zum Sowjetischen Sektor und dann zu Ost-Berlin, was Bode veranlasste, nach West-Berlin zu wechseln. Im Jahre 1950 wurde Bode erster Trompeter des RIAS-Symphonie-Orchesters und 1954 erster Trompeter des Festspielorchesters der Bayreuther Festspiele. An der Hochschule für Musik, Bodes Alma Mater, wurde er 1955 zum außerordentlichen Professor berufen, wo er bis zu seinem Eintritt den Ruhestand 1961 unterrichtete. Zu Hans Bodes Schülern gehört Walter Schetsche.
Hans Bode starb im Jahre 1980.